# Carmen Cavallaro
Carmen Cavallaro (ur. 6 maja 1913, zm. 12 października 1989) – amerykański pianista.

## Wyróżnienia
Posiada swoją gwiazdę na Hollywoodzkiej Alei Gwiazd.